# 관문로 (과천시)
관문로(官門路)는 경기도 과천시 갈현동 정부과천청사 앞에서 부림동 부림교 앞까지를 잇는 도로이다.

## 경유지
- 정부과천청사 - 과천시청 - 과천경찰서 - 과천주공아파트 - 부림교 앞

## 같이 보기
- 대한민국의 도로